# Buket Pala (Idi Rayeuk)
Buket Pala is een bestuurslaag in het regentschap Aceh Timur van de provincie Atjeh, Indonesië. Buket Pala telt 466 inwoners (volkstelling 2010).